# Monacon modestum
Monacon modestum är en stekelart som beskrevs av Boucek 1980. Monacon modestum ingår i släktet Monacon och familjen gropglanssteklar. Inga underarter finns listade i Catalogue of Life.